# Amazon Elastic Block Store
Amazon Elastic Block Store (EBS) ofereix emmagatzematge en brut a nivell de bloc que es pot connectar a instàncies d'Amazon EC2 i que l'utilitza Amazon Relational Database Service (RDS). És una de les dues opcions d'emmagatzematge en bloc que ofereix AWS, i l'altra és la botiga d'instàncies EC2.
Amazon EBS ofereix una varietat d'opcions per al rendiment i el cost de l'emmagatzematge. Aquestes opcions es divideixen en dues categories principals: emmagatzematge amb suport SSD per a càrregues de treball transaccionals, com ara bases de dades i volums d'arrencada (el rendiment depèn principalment d'IOPS) i emmagatzematge amb còpia de seguretat en disc per a càrregues de treball intensives, com ara MapReduce i processament de registres (el rendiment depèn principalment en MB/s).

## Cas d'ús
En un cas d'ús típic, utilitzar EBS inclouria formatar el dispositiu amb un sistema de fitxers i muntar -lo. EBS admet funcions d'emmagatzematge avançades, com ara instantànies i clonació. A partir del setembre de 2020, els volums EBS poden tenir una mida de fins a 2 TiB mitjançant l'esquema de partició MBR i fins a 16 TiB mitjançant l'esquema de partició GPT.
Els volums EBS es basen en un emmagatzematge posterior replicat, de manera que la fallada d'un únic component no provoqui pèrdua de dades.

## Història
EBS va ser introduït per Amazon l'agost de 2008. A partir del març de 2018, s'incloïen 30 GB d'espai gratuït al nivell gratuït d'Amazon Web Services 2017.

## Tipus de volum
La taula següent mostra casos d'ús i característiques de rendiment dels volums d'EBS de la generació actual:
| Disc d'estat sòlid (SSD) | Disc d'estat sòlid (SSD)                                                                                 | Disc d'estat sòlid (SSD) | Disc d'estat sòlid (SSD) | Disc Dur (HDD)                                                                                    | Disc Dur (HDD)                                                                         |
| ------------------------ | --- | --- | --- | ------------------------------------------------------------------------------------------------- | -------------------------------------------------------------------------------------- |
| Tipus de Volum           | EBS Provisionat IOPS SSD (io1) (des del 2012)                                                            | EBS Ús General SSD (gp2) | EBS Ús General SSD (gp3) | Rendiment optimitzat HDD (st1)                                                                    | Cold HDD (sc1)                                                                         |
| Descripció               | Volum SSD de màxim rendiment dissenyat per a càrregues de treball transaccionals sensibles a la latència | Volum SSD d'ús general que equilibra el rendiment del preu per a una àmplia varietat de càrregues de treball transaccionals | El volum SSD de menor cost que equilibra el rendiment del preu per a una gran varietat de càrregues de treball transaccionals | Volum de disc dur de baix cost dissenyat per a càrregues de treball intensives i d'accés freqüent | Volum de disc dur més baix dissenyat per a càrregues de treball d'accés menys freqüent |

## Característiques
Amazon EBS ofereix diverses funcions que ajuden amb la gestió de dades, les còpies de seguretat i l'ajust del rendiment:
- L'Amazon Data Lifecycle Manager és un mecanisme automatitzat que pot fer una còpia de seguretat de les dades dels volums d'EBS, creant i suprimint instantànies d'EBS en una programació predefinida.[7]
- Elastic Volumes permet adaptar la mida del volum a les necessitats actuals d'una aplicació, utilitzant Amazon CloudWatch i AWS Lambda per automatitzar els canvis de volum.
- Amazon EBS Encryption xifra les dades en repòs per als volums i les instantànies d'EBS, sense haver de gestionar una infraestructura de clau segura independent.
- L'etiquetatge de volum d'EBS permet trobar i filtrar recursos d'EBS a la consola d'Amazon i la CLI.[8]
- Les matrius RAID a nivell de programari permeten crear grups de volums EBS amb un rendiment de xarxa d'alt rendiment entre ells, utilitzant el protocol RAID estàndard.[9]